# Rudolf Kjellén
Johan Rudolf Kjellén, född 13 juni 1864 på Torsö i Vänern i Torsö socken i Västergötland, död 14 november 1922 i Uppsala, var en svensk statsvetare och konservativ politiker, känd för att ha myntat begreppen folkhemmet, biopolitik och geopolitik. Han är Sveriges internationellt mest välkände statsvetare.
Han var riksdagsledamot 1905–1908 (andra kammaren) och 1911–1917 (första kammaren), professor vid Göteborgs högskola i geografi och statskunskap 1901, samt sedan innehavare av  den Skytteanska professuren vid Uppsala universitet från 1916 fram till sin död. Han är författare till många verk inom statsvetenskap, geopolitik, geografi och historia. Han var gift med Isabella Lind, farbror till Alf Kjellén och svärfar till Manfred Björkquist.

## Biografi
Rudolf Kjellén föddes 1864 på Torsö i nuvarande Mariestads kommun. Han var son till kyrkoherden Anders Kjellén, avlade studentexamen vid Katedralskolan i Skara och inskrevs vid Uppsala universitet 1880. År 1890 slutförde han en avhandling i statskunskap och promoverades 1891 till filosofie doktor. Samma år blev han lärare i statskunskap och 1893 dessutom i geografi vid Göteborgs högskola samt utnämndes 1901 till professor i statskunskap och statistik där. Hans tidigaste vetenskapliga skrifter rörde Sveriges författningshistoria: Om Eriksgatan (1889), Studier rörande ministeransvarigheten (1890), Riksrättsinstitutets utbildning i Sveriges historia (1895). Vid sidan om dessa större arbeten publicerade han mindre studier rörande 1809 års författningsverk: Den nationella karaktären i 1809 års grundlagsstiftning (1893), Vem har stiftat Sveriges regeringsform av 1809? (1896), Den svenska grundlagens anda (1897) samt Döda bokstäver i Sveriges gällande regeringsform (1902).
I dessa tidiga arbeten märks tydligt det starka inflytandet från lärofadern Oscar Alin som också kom att påverka Kjellén politiskt. Influerad av Alin publicerade Kjellén bland annat Unionen sådan den skapades och sådan den blivit (1893-94) så som ett inlägg i unionsfrågan. Kjellén var även engagerad i Fosterländska förbundet som en återkommande talare vid deras offentliga möten. 
Därtill var Kjellén flitigt verksam som föreläsare vid arbetarinstitut i sydvästra Sverige och förekom från 1895 regelbundet i den konservativa pressen med både opinionsbildande och populärvetenskapliga alster. Särskilt återkommande var Kjellén som skribent i Göteborgs Aftonblad men han publicerade sig även i Nya Dagligt Allehanda och tidskrifter som Statsvetenskaplig tidskrift och Det nya Sverige. Ett stort antal tidningsartiklar och tidskriftsuppsatser samt en del andra mindre studier är samlade i Nationell samling. Politiska och etiska fragment (1906), Ett program. Nationella samlingslinjer (1908), Politiska essayer (I–III, 1914–15) och Världspolitiken 1911–1919 (1920).  
Kjellén valdes vid ett fyllnadsval i juni 1905 till ledamot av Andra kammaren för Göteborgs stad och återvaldes i september samma år samt bevistade riksdagarna 1906–1908. Som riksdagspolitiker framträdde Kjellén i skrift och tal som främste målsmannen för ett reformsträvande högerparti ("unghögern") och som en entusiastisk försvarare av Sveriges rätt i de unionella tvisterna med Norge (han motsatte sig unionsupplösningen 1905). 
Som ledamot av första kammaren 1911–1917 för södra Kalmar län tog Kjellén främst livlig del i kampen för försvarets stärkande, därvid ofta betonande sin övertygelse om den snabbt annalkande faran av ett stormaktskrig; åt frågorna om röstplikt och ämbetsmännens rättsställning ägnade han stora utredande motioner, och på hans förslag organiserades interpellationsinstitutet i första kammaren. År 1912–1916 var han ledamot av konstitutionsutskottet och 1916–1917 av hemliga utskottet. 
Kjellén kallades i februari 1916 till innehavare av den skytteanska professuren i vältalighet och statskunskap vid Uppsala universitet. Utifrån denna position började han koncentrera sig alltmer på den gren av statskunskapen, som han gett namnet geopolitik. Kjellén bröt på så sätt med den liberala och juridiska stats- och rättsuppfattningen som han inte uppfattade stämma överens med empirin. Hans främsta geopolitiska verk anses vara Stormakterna, ett för idérikedom och originalitet berömt arbete, som utkom 1905 och i en andra, fullständigt omarbetad och betydligt utvidgad upplaga, utgiven i fyra delar 1911–1913. Den utgavs också i en till handbok förkortad upplaga med titeln Samtidens stormakter (1914), denna senare även utgiven på tyska (tolfte upplagan 1916) och ryska. I Staten som livsform (1916) och Grundriss zu einem System der Politik (1920) framlägger Kjellén sin nya statslära. I handböckerna Sverige (1917) och Stormakterna och världskrisen (1920) åskådliggörs hans nya system praktiskt.
Kjellén blev 1899 ledamot av Vetenskaps- och vitterhetssamhället i Göteborg och 1912 av The American Academy of Political and Social Science och kreerades 1918 till hedersdoktor vid universitetet i Rostock. Genom den nyorientering Kjellén genomförde inom statsläran och därmed inom statskunskapens praktiska intressesfär lyfte han det statsvetenskapliga studiet i Sverige upp på ett högre och bredare plan.
Han avled 1922 i en hjärtsjukdom och ligger begraven på Gamla kyrkogården i Uppsala.

## Statsvetenskap
När Rudolf Kjellén började sin akademiska bana var det de statsrättsliga och historiska studierna som präglad statsvetenskapen och så även Kjellén egna första studier under professor Oscar Alin. Men med tiden började dock Kjellén misströsta kring värdet av denna typ av studier.
Rudolf Kjellén ansåg att statsvetenskapen under hans samtid befann sig i akademisk kris eftersom ämnet inte längre kunde förklara den grundläggande frågan om vad staten är. 1800-talets idé om att staten var ett kontrakt, en juridisk person, vars uppgift var att upprätthålla rättsordningen konstaterade Kjellén var oförenlig med vad staten rent faktiskt gjorde. Den moderna staten sysslade även med välfärdsfrågor, kolonialism, näringsverksamhet, kulturpolitik etc. Kjellén ansåg att statsvetenskapen alltför mycket fokuserat på att rationellt försöka förklara staten i det abstrakta och för lite på att empiriskt beskriva vad staten faktiskt gör. För att lösa situationen åtog sig Kjellén att försöka bygga ett nytt system för statsvetenskapliga studier.
Sitt försök att förklara den moderna staten, och på så sätt lösa statsvetenskapens kris, gör Kjellén i Staten som livsform (1916). Han uppnår sitt mål genom att beskriva den moderna staten med hjälp av en metafor där han jämför staten med en organism (en livsform). Enligt Kjellén skulle staten alltså förstås som en egen person som drevs framåt av inneboende, eller utifrån sin existens logiska, krafter. Dessa krafter kunde enligt Kjellén studeras vetenskapligt och på så sätt kunde man förklara hur stater uppkommer, utvecklas och dör. Därmed återfår statsvetenskapen sin akademiska uppgift i modern tid. Det bör noteras att Kjellén inte hävdar att staten är en organism, utan enbart att det är den bästa metaforen för att förstå staten.

## Politisk filosofi
Kjellén var aktiv som politisk opinionsbildare under hela den senare delen av sitt liv. Inte minst bereddes han plats av redaktör Oscar Norén i högertidningen Göteborgs Aftonblad. Under de många decennier som Kjellén var aktiv som politisk opinionsbildare utvecklades och förändrades också hans politiska åsikter.

### Liberalism och konservatism
Kjellén uppfattade politiken som en dialektisk dragning mellan progression (liberalism) och koncentration (konservatism). Båda dessa krafter var enligt Kjellén lika nödvändiga och därför kunde man inte säga att vänsterpartiet var bra och högerpartiet dåligt, utan de fyllde olika behov.  Under perioden av progression sker nybrytningar, expansion och nödvändiga utrensningar. Under perioden av koncentration sker istället samling, gemensamma ansträngningar och en återgång till ordning som konsoliderar det som vunnits under progressionen.
Kjellén ansåg att den liberala våg som sedan 1789 brutit ner ancien régime hade varit en välkommen progression, men att denna våg vid sekelskiftet nått så långt att en period av koncentration nu var nödvändig. Det var denna nödvändiga koncentration Kjellén önskade göra sig till en röst för genom lanseringen av det program som kom att bäras av den rörelse som kallades (den Göteborgska) unghögern.
I essäerna Den konservativa åskådningen i svensk politik, Reaktion och Höger och vänster beskriver Kjellén vilka praktiska implikationer han anser att den långa tiden av progression bör få för den politiska konservatismen vid sekelskiftet. Konservatismen måste framträda i riksdagen som ett reformparti som verkar för den nödvändiga koncentrationen. Denna koncentration bör enligt Kjellén ske utifrån samhällets framväxta grund och inte utifrån abstrakta teorier. Inspirerad av den historiska skolan menar Kjellén att de historiskt-organiskt framvuxna institutionerna måste vara utgångspunkten för högerns reformprogram. Denna insikt får Kjellén att deklarera att konservatismen framträder som "nationalism", detta eftersom den vill att varje folk ska "blifva saligt efter sin fason" och förkastar idén om att kopiera andra länders författningar eller sociala system.

### Nationalismen
Enligt Georg Andrén och Ola Tunander präglades Kjelléns tänkande av en på den historiska skolan grundad nationalism, det vill säga uppfattningen att nationer växt fram långsamt genom historiska processer snarare än att vara grundade utifrån etniska eller rasliga kriterier. Som Birger Hagård påpekat innebar detta att Kjelléns nationalism inte var chauvinistisk. Tvärtom menade Kjellén att de historiskt-organiska processer som skapat nationerna ”också skall sammansluta nationalstaterna till högre förbund” och att detta bör välkomnas då det ”är den enda organiska vägen till universalstaten vid tidernas fullbordan, på vilken vi ju alla hoppas.” Kjellén stöttade därför enligt Hagård tanken på ett Europas Förenta Stater. Tunander har beskrivit Kjelléns tankar om ett transnationellt samarbete som i praktiken identiska med det som kom att bli NATO.
Enligt Tunander var Kjelléns nationalism socialt medveten och syftade till att hitta en medelväg mellan höger och vänster. Han fruktade klass-socialismens splittrande tendenser och önskade därför se en nationell-socialism för att överkomma detta hinder. Kjellén använder begrepp som nationell samling, nationell socialism, nationaldemokrati och unghöger som synonymer för att beskriva sin politiska idé om en socialt reformprogram byggt på Sveriges historiska institutioner.

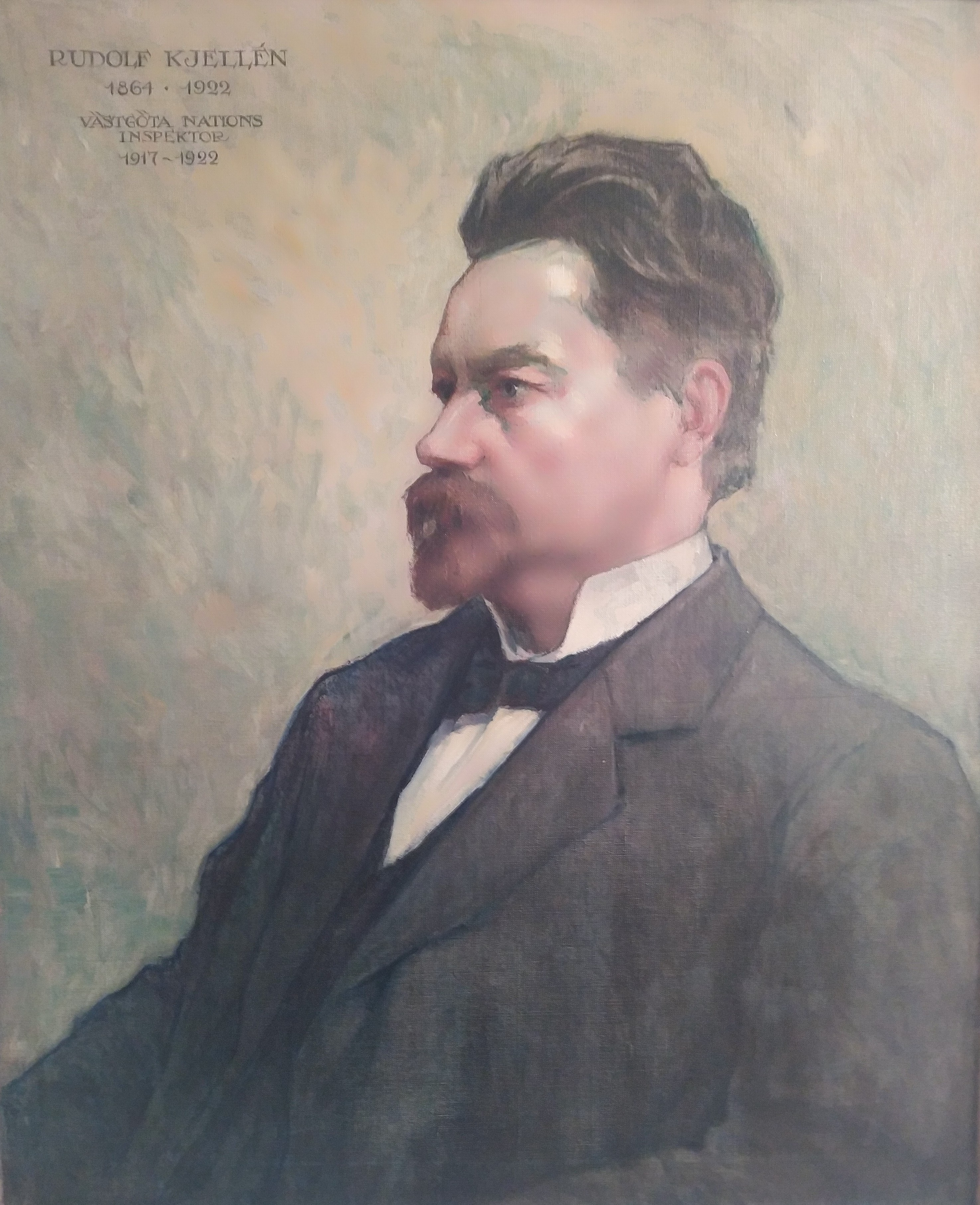
Rudolf Kjelléns inspektorsporträtt på Västgöta nation i Uppsala.

### Demokratin
Enligt Hagård ville Kjellén sammanfoga de samtida kraven på allmän rösträtt och kraven på att få bli representerad av en association. Han föreslog därför en folkvald andra kammare och att första kammaren skulle omorganiseras utifrån korporativa principer. Enligt Tunander var Kjelléns förhoppning att allmän rösträtt skulle fungera som ett verktyg mot politisk extremism. Kjellén var därtill en stark anhängare av 1809 års konstitutionella monarki med dess maktdelande funktioner och var därför motståndare till så kallad underhusparlamentarism.

### Folkhemmet
Kjellén anses i både skrift samt i offentliga politiska tal ha varit den som först myntat själva begreppet "folkhemmet" och även ha påverkat statsminister Per Albin Hansson och statsrådet Ernst Wigforss i tankarna om Kjelléns nya begrepp folkhemmet.   P.A. Hansson betonade dock att det socialdemokratiska folkhemmet – till skillnad från Kjelléns – skulle byggas på den svenska "demokratins fasta grund" (tal 1921).

### Kvinnlig rösträtt
Kjellén var en av de ihärdigaste motståndarna mot kvinnans politiska rösträtt och valbarhet. Det inspirerade Göteborgs FKPR att vid en tébjudning hos Frigga Carlberg skicka följande telegram till Kjellén:
| ” | När snart vi uti riksdan sitta Du får gå utanför och titta Ty gubbar får där inga vara De hindrar all utveckling bara. | „ |
| – | |   |

### Första världskriget
Kjellén såg det utbrytande första världskriget som en konflikt mellan vad han kallade 1789 års idéer och 1914 års idéer. Han såg första världskriget som ett krig mellan progressionen och koncentrationen och ansåg att tiden var inne för koncentration. Följaktligen ivrade Kjellén också för ett svenskt uppslutande vid Tysklands sida i kriget, bland annat som en av författarna till den omdebatterade Aktivistboken. Kjellén ansåg att ett sådant uppslutande låg i det svenska statsintresset och förhöll sig osentimental till det tyska intresset. Skulle det tyska statsintresset hamna i konflikt med det svenska intresset skulle det svenska alltid gå före. Efter världskriget och det tyska kejsardömets fall slog, enligt vissa,  Kjelléns varnande om de kommande antidemokratiska riskerna och tankar om den ambivalenta framtiden ut i full blom. I en föreläsningsserie, under rubriken "Statsformernas system", i Uppsala hösten 1921 förutspådde han demokratins snara sammanbrott – istället skulle den så kallade folkhövdingen komma att träda fram ur folkets breda led:
| ” | ...när de gamla konungarna är bortvräkte och döde, då finns till den gamla monarkien ingen återvändo. Den herre som skall krossa partierna och samtidigt fylla folkets behov av en ledare så att det villigt tjänar måste vara av annat slag. /.../ Vad frihetens och jämlikhetens missbruk kräver är folkhövdingen, som garanterar ordning och rättvisa. Hans framträdande skall bäras av en undermedveten folkvilja, om också den medvetna regerar. Men hans välde, om det skall bli något annat än ögonblickets konjunktur, diktatur, måste bygga omedelbart på folket. Detta vill ha en herre, men det vill ha kvar illusionen om sig själv som principal. På denna motsägelse vilar den nya statsformen. | „ |

Men att Kjellén förutspådde demokratins snara sammanbrott och upprättandet av en folklig diktatur innebär inte nödvändigtvis att detta var vad han själv önskade. Den ovan nämnda föreläsningsserien var enligt Kjellén själv en del av hans statsvetenskapliga studier och inte opinionsmöten. Hans varnande kom inte på skam då hans prognos några år efter hans död 1922 kunde konstateras ha varit rätt[källa behövs].

## Eftermäle

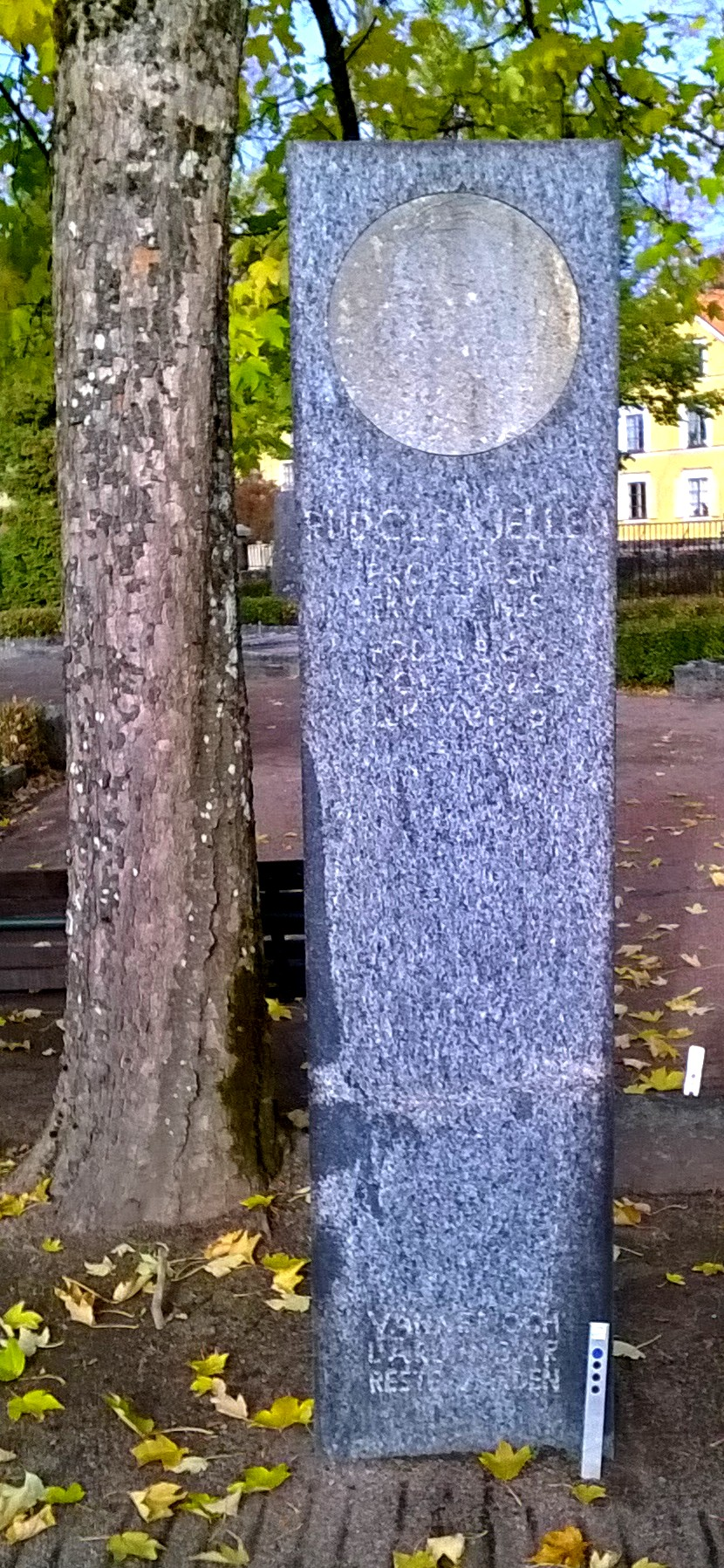
Kjelléns gravsten på Uppsala gamla kyrkogård.

Rudolf Kjellén eftermäle är starkt omstritt och åsikterna om honom är skarpt skiftande. Detta gäller inte enbart kring vilket inflytande han ska anses ha haft på eftervärlden och värderingen av hans vetenskapliga gärning, utan även kring vilka politiska åsikter han de facto hade. Som Gunnar Falkemark noterat finns det en tendens att sammanblanda hans deskriptiva uttalanden (hur världen är) som statsvetare med hans normativa ställningstaganden (hur världen bör vara) som opinionsbildare. Som exempel tar Kjellén i det sista kapitlet av Staten som lifsform (1916) explicit avstånd från att den värld han beskrivit i boken också är den bästa möjliga. Han önskar att staten istället för att vara en omoralisk organism ska finna vägen till det transcendenta och eftersträva moralisk fullkomnad.
Bland Kjelléns akademiska belackare fanns Axel Brusewitz som efterträdde Rudolf Kjellén som professor skytteanus. Brusewitz betraktade sin företrädare på ämbetet som "ingenting mindre än ett hot mot statskunskapen som vetenskap". Denna bild delades av Gunnar Heckscher som refererade till Kjellén som sysslandes med "romantiska fantasier och yviga spekulationer". Nils Elvander i sin tur har fokuserat sin kritik på Kjelléns politiska snarare än vetenskapliga idéer och menar att Kjellén ”var en av de politiska tänkare som förebådade nazismens ideologiska överbyggnad men inte dess fundamentala brytning med den västerländska kulturtraditionen”. Elvander beskriver Kjelléns tankar med ord som "antiindividualistisk" och "antidemokrati" och menar att han företrädde en "extrem, nationalistisk högerideologi".
Falkemark tar i sitt porträtt av Kjellén direkt avstånd från Brusewitz och Heckscher och från den nidbild han uppfattar existerar kring Kjelléns politiska och statsvetenskapliga gärningar. Georg Andrén menar därtill att ”Kjelléns strävan efter systematik, efter en fast vetenskaplig begreppsbildning och terminologi" är ett mönster för vetenskaplighet. I denna positiva bild instämmer Tunander som anser att Kjelléns statsvetenskapliga idéer idag befinner sig mitt i den akademiska diskussionen. Tunander menar därtill i kontrast till Elvander på att Kjelléns idéer låg närmare svensk socialdemokrati än de som förespråkades av nationalsocialismen. Denna åsikt ligger nära Birger Hagårds som menar att Elvanders bild av Kjellén är den stora blacken om foten på Elvanders avhandling om sekelskiftets konservatism och att Elvander inte kan eller vill förstå Kjellén.
Bland dem som påverkats av Kjellén återfinns, enligt Jan Myrdal, Gunnar Myrdal. Han har i boken En annan ordning – litterärt och personligt (1988) talat om "geopolitikern och nationaldemokraten Kjelléns postuma vetenskapliga triumf", i samband med hans fars, Gunnar Myrdals, arbete Asian Drama: An Inquiry into the Poverty of Nations (1968). Jan Myrdal hävdar att Kjellén där har haft större inflytande på hans far än någonsin Marx eller Keynes.
Enligt Tunander var Kjellén i praktiken medgrundare av den tyska geopolitiska skolan. Alla hans viktigare statsvetenskapliga verk översattes till tyska där de också kom att inspirera andra statsvetare. En av dessa var general Karl Haushofer som kom att ta Kjelléns metafor om stater som organismer och fusionera detta med en för Kjellén främmande tanke om livsrum, en fusion som senare kom att influera nationalsocialismen.

### Vetenskapliga skrifter
- Studier rörande ministeransvarigheten (1890, akademisk avhandling)
- Om Eriksgatan (1889)
- "Den nationella karakteren i 1809 års grundlagstiftning" (1893, i Historisk tidskrift
- "Samuel Åkerhielm d.y. och de ryska stämplingarna i Sverige 1746–1749" (1894, i Historisk tidskrift
- Riksrättsinstitutets utbildning i Sveriges historia (1895)
- "Hvem har stiftat Sveriges regeringsform?" (1896, i Historisk tidskrift)
- "Om den svenska grundlagens anda" (1897, i Göteborgs högskolas årsskrift)
- "Stat och samhälle i det gamla Vestergötland" (1897, i Vestergötlands fornminnesförenings tidskrift)
- Inledning till Sveriges geografi (1900)
- Stormakterna. Konturer kring samtidens storpolitik (1905; 2:a omarbetad upplaga, del I-IV, 1911-13)
- Japans ancien régime (1906ff., i Statsvetenskaplig tidskrift)
- Justitieombudsmannen och författningen (1911)
- Politiska handböcker 1 Samtidens stormakter. Stockholm: Hugo Geber. 1914. Libris h12tj3zjfs8w6s6q. https://gupea.ub.gu.se/2077/82202
- Politiska handböcker 1 Stormakterna och världskrisen. Stockholm: Hugo Geber. 1920. Libris 0jkf6czjx11hm1z1. https://gupea.ub.gu.se/2077/82257
- Politiska handböcker 3 Staten som lifsform. Stockholm: Hugo Geber. 1916. Libris 22685037. http://hdl.handle.net/2077/56383
- Politiska handböcker 4 Sverige. Stockholm: Hugo Geber. 1917. Libris 4nl4kmv82lzp887x. https://gupea.ub.gu.se/2077/81610
- Världskrigets politiska problem (1915)
Die politischen Probleme des Weltkrieges (1916, Översättning av Friedrich Stieve
- Rösträttsfrågan 1866–1909 (1915)
- "Försök till ett statsformernas naturliga system" (1915, i Festskrift till Pontus Fahlbeck)
- "Den endogena geografiens system" (1915; i Göteborgs högskolas årsskrift)
- Grundriss zu einem System der Politik  (1920)
- Dreibund und Dreiverband (1921)

### Politiska skrifter
- Unionen sådan den skapades och sådan den blifvit (1893-94)
- Rätt och sanning i flaggfrågan (2 uppl. 1899)
- Nationell samling. Politiska och etiska fragment (1906)
- Ett program : nationella samlingslinjer. Stockholm: Geber. 1908. Libris p6l0c323mhx5k0x0. https://gupea.ub.gu.se/2077/79554
- Die Ideen von 1914 (1915)
- Järte, Otto; Kjellén, Rudolf; Larsson, Yngve; Molin, Adrian (1915). Sveriges utrikespolitik i världskrigets belysning (utgiven anonymt). Stockholm: Nordiska Bokhandeln. Libris 8227881
- Studien zur Weltkrise (1918) (med Friedrich Stieve)
- Politiska essayer (I-III, 1914-15)
- Politiska essayer : studier till dagskrönikan (1907-1913). Samling 1. Stockholm: Geber. 1914. Libris 9t7f6xmq73b5fxn8. https://gupea.ub.gu.se/2077/79590
- Politiska essayer : studier till dagskrönikan (1907-1913). Samling 3. Stockholm: Geber. 1915. Libris tcr31cx5rnbq0p4j. https://gupea.ub.gu.se/2077/79606
- Världspolitiken 1911-1919 i periodiska översikter. Uppsala: Lindblad. 1920. Libris n670m98rl1gclk2p. https://gupea.ub.gu.se/2077/82200

### Skönlitterära verk
- Sångarfärden till Paris (1900, 1901)
- Sångare- och turistfärder (1908)
- Den stora orienten. Resestudier i Österväg (1911)